# TinKode
TinKode est le surnom donné à un pirate informatique et consultant en sécurité informatique roumain connu pour avoir pénétré sans autorisation, via des failles de sécurité, dans des systèmes informatiques d’organisation connue et l'affichage de la preuve de ses exploits en ligne.

## Biographie
Le véritable nom de TinKode est Cernăianu Manole Răzvan. Il est né en 1992 au sud de la Roumanie. Dès l’âge de 15 ans, il commence à hacker divers sites internet. En novembre 2010 il piratera le site de la Royal Navy, forçant le site à fermer temporairement.
« Pour moi c’était comme un challenge, je me rendais pas compte du mal que je faisais. Je m’introduisais sur les sites mais je ne modifiais rien à l’intérieur. »
À l’âge de 20 ans, il est arrêté par les autorités roumaines ainsi que le FBI pour avoir verrouillé le site du Pentagone et de la NASA.
Il prétend également avoir trouvé des vulnérabilités dans des organisations telles qu'Oracle, MySQL, ESET, Kaspersky, Facebook, site de l'Armée des États-Unis, YouTube, Google et d'autres sites,,.
Il travaille aujourd'hui dans une entreprise de sécurisation de site internet CyberSmartDefence.com.